# James Turrell
James Archie Turrell (Los Angeles, 6 de maig de 1943) és un artista d'instal·lacions americà que treballa principalment amb la llum i l'espai. L'obra de Land Art per la qual és més conegut, encara en procés el 2015, és Roden Crater, un cràter de con volcànic natural, situat als afores de Flagstaff, Arizona, que es convertirà en un observatori a gran escala.
Treballa a partir de les possibilitats de la llum, artificial o natural, com una realitat física amb entitat corpòria. Amb la seva obra l'espectador pren consciència de la seva pròpia percepció, a través del desplaçament pels espais il·luminats de les instal·lacions de l'artista. Realitza els seus treballs en espais tancats, tant en els mateixos espais expositius, com a la mateixa natura.

## Biografia
James Turrell va néixer a Pasadena a l'estat de Califòrnia, fill de d'Archibald Milton Turrell, un enginyer aeronàutic, i Margaret Hodges Turrell, que una metgessa que va treballar als Peace Corps. Turrell va acabar l'ensenyament secundari el 1961 al Pasadena High School i va continuar estudiant psicologia experimental al Pomona College de Claremont, s'hi va licenciar l'any 1965. Interessat per l'art, es va matricular en un màster en arts a la Universitat de Califòrnia a Irvine, però els seus estudis es van veure interromputs el 1966, quan va ser arrestat per instruir homes joves perquè evitessin l'enllistament al Vietnam. Va estar un any a la presó. L'any 1973 es va treure el màster en arts al Claremont Graduate School. Després de la seva primera obra de llum, Afrum (White), 1966, en la qual es projectava la llum en un racó d'una la sala, formant un cub tridimensional flotant il·luminat, va muntar un estudi propi a l'antic hotel Mendota d'Ocean Park (Los Angeles). Actualment l'artista viu a Flagstaff, a prop del Painted Desert.

## Obra

### Influències
James Turrell va començar a utilitzar la llum com a primera matèria de les seves creacions a mitjan la dècada dels seixanta, quan, juntament amb altres artistes del sud d'aquest estat dels EUA, es debatia la consideració que l'obra d'art, més que no pas un simple objecte, podia ser també una experiència al voltant de la percepció visual.
Influït pels membres d'aquest moviment artístic, anomenat Light and Space, tant pels aspectes metafísics del suprematisme de Malévitx o El Lissitzky, com per la intenció de Mondrian i van Doesburg de crear un llenguatge artístic que fos universal, James Turrell va començar les seves investigacions sobre el poder de la llum durant els seus estudis universitaris. Va prendre la llum i l'espai on aquesta es manifesta com a matèria exclusiva de creació, va començar a experimentar sobre les sensacions que la llum és capaç de provocar en funció dels graus d'intensitat.

### Primeres obres

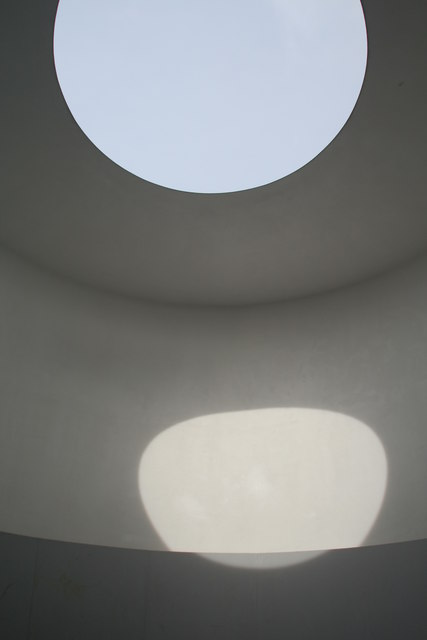
Imatge d'un Skyspace, de James Turrell, 1973

L'any 1967, amb motiu de la primera exposició individual al Pasadena Art Museum de Califòrnia, James Turrell va mostrar una primera sèrie d'obres de llum per a interiors que, anomenant-les en funció dels fets que presentaven, volia que fossin interpretades com allò que eren en realitat i no com a un àmbit preparat per a qualsevol lectura subjectiva. Les Light Projections que exposa són unes projeccions de llum molt intensa dirigida sobre els angles (cross-corners) o sobre les parets de l'espai d'exposició (single-wall). Tot i que semblava que tenien una certa tridimensionalitat, aquestes projeccions no tenien cap propietat física, i l'efecte visual en variava en funció del punt de vista de l'observador.
L'any següent, l'artista va començar a realitzar construccions en les quals la llum que provenia de darrera d'un o més costats d'un envà dissolia les seves vores, modificant la percepció que l'espectador tenia de la sala.
L'experimentació amb les sensacions que pot provocar la llum es manifesta també a l'interior del seu estudi, l'esmentat hotel reconvertit en estudi i laboratori, i on les primeres obres que hi va materialitzar (The Mendota Hotel Stoppages, 1968-69 i Light Spaces, 1970) van ser el resultat del control que va exercir sobre la llum en fer-la penetrar des de l'exterior a través d'unes obertures en les parets de l'estudi a partir de la direcció de la font lluminosa de la qual es generaven: els fars dels cotxes que passaven pel carrer, els llums dels semàfors, les intermitències lluminoses dels senyals del carrer, etc., obres de llum artificial que, a banda de tenir una vida molt limitada, només es podien experimentar en la foscor de la nit.
També en aquesta època va realitzar uns dibuixos celestes amb Sam Francis, on van fer servir fum de color per fer senyals i materials per «inseminar» els núvols.
Durant un breu període va col·laborar amb Robert Irwin i el psicòleg Edward Wortz per l'Art and Technology Project, un projecte de la Universitat de Califòrnia amb l'objectiu d'incorporar artistes als equips d'investigació de diferents companyies per tal de combinar la creativitat artística amb la científica. Tractava sobre la psicologia i la percepció, i va culminar en una exposició al Los Angeles County Museum of Art l'any 1971.

James Turrell va entrar en contacte amb el comte Panza di Biumo, el qual, després d'haver-li comprat sis projectes concebuts entre 1972 i 1973, aconsegueix que dos d'ells (Lunette i Skyspace) es materialitzin a la vil·la de Varese, on tenia bona part de la seva col·lecció. Són dos projectes realitzats in situ i en què la llum natural procedent de l'exterior, barrejant-se amb la llum artificial que l'artista instal·la a diferents llocs estratègics de l'arquitectura de dues sales, adquiria una dimensió quasi divina. Els Skyspace eren habitacions tancades amb prou espai per unes quinze persones. Dins, els observadors seien en uns bancs al llarg de la vora per veure el cel a través d'una obertura en el sostre.

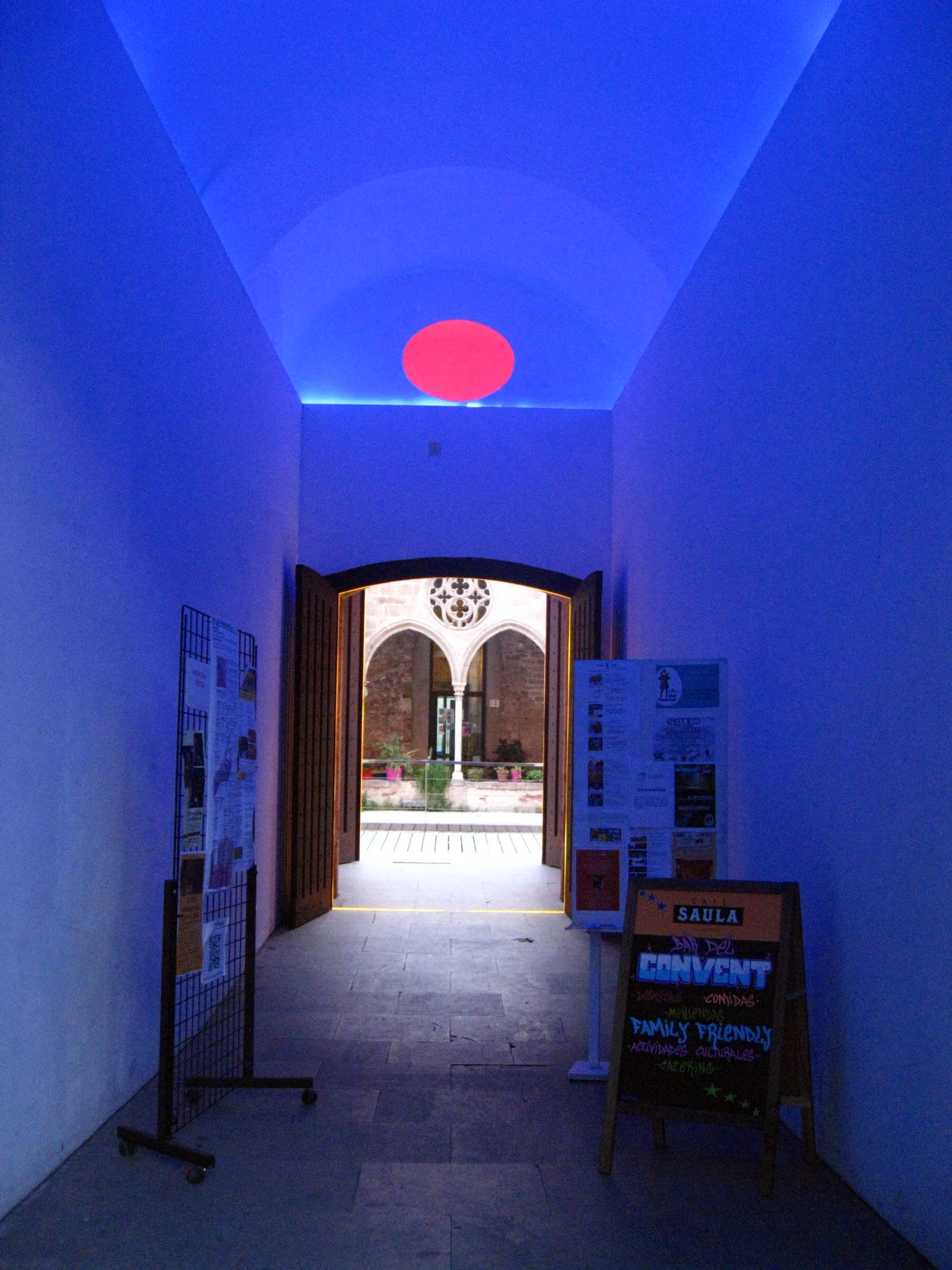
Deuce Coop, Convent de Sant Agustí, Barcelona

### Evolució
A mesura que passa el temps, els projectes de llum de James Turrell s'han tornat més complexos de concepció i més precisos en la construcció. Ja no es tracta només de manipular la font de llum, sinó també sobre els espais on s'hauran d'experimentar. Per tant, es centra en l'arquitectura de l'espai i en la possibilitat de manipular-lo òpticament a través de la llum que s'hi desplega a dins. En són exemples les sèries Shallow-Space-Constructions (1968), Wedgeworks (1969) o Veils (1974). A diferència de la tridimensionalitat suggerida a les seves primeres obres, aquí l'espai real i tridimensional es converteix en un espai bidimensional. És un efecte de reducció de profunditat espacial que, en lloc de fer-nos pensar que som a l'interior d'una sala, produeix la sensació d'estar contemplant alguna pintura de Mark Rothko o Barnett Newman.
A partir dels anys 80 del segle xx Turrell també s'interessa per l'obscuritat i pels nivells més ínfims de la percepció de la llum. D'aquestes investigacions en surt una sèrie d'obres en les quals l'observador (un de sol cada vegada) arriba a dubtar fins i tot de l'autenticitat real de la seva percepció visual: Dark Spaces (Pleiades, 1983), les Operating Rooms (Alien Exam, 1989), les Perceptual Cells (Close Call, 1992) o les Soft Cells (Solitary, 1992).

### Obres a Espanya
El mateix any 1992 va visitar Barcelona com a part dels artistes que es van convidar pels Jocs Olímpics. La seva aportació es va englobar en l'apartat de Configuracions Urbanes. Va buscar diversos indrets de Barcelona abans de decidir-se pel que quedava del convent gòtic de sant Agustí, aleshores poc més que un edifici mig enrunat. L'obra, anomenada Deuce Coop, consta de dues portes i els passadissos que segueixen dins el convent, il·luminats amb neons. El 1994 va haver de ser desmuntada per les obres de reforma a l'edifici. Michael Bond, assistent de l'artista, va restaurar l'obra de Turrell el 1998 i les portes il·luminades van passar a ser tres.

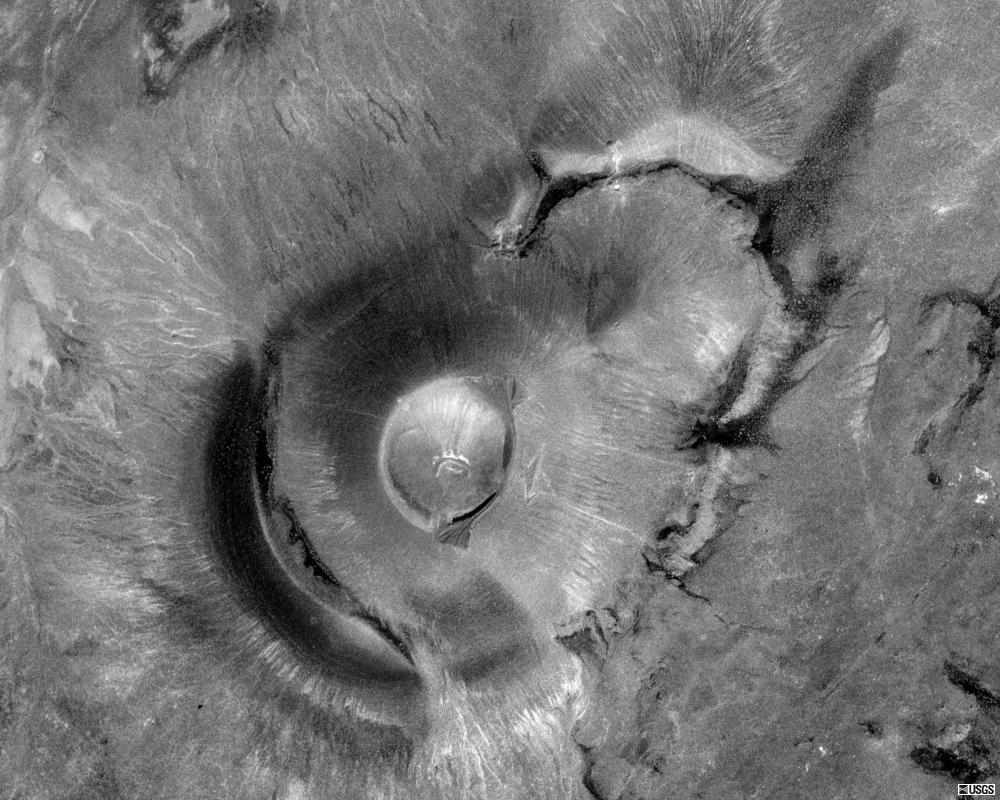
Vista en satèl·lit del Roden Crater, l'obra en procés de James Turrell a Flagstaff, Arizona

L'any 2005 va crear Second Wind al NMAC, a Vejer de la Frontera.

### Roden Crater
L'any 1977, amb la intenció d'enfrontar l'espectador a les idees que tenia sobre les qualitats especials de la consciència i del redescobriment del coneixement primigeni de l'existència de l'home, Turrell va comprar a Arizona el Roden Crater, un volcà extingit d'un grup de dotze, de 400.000 anys i amb un diàmetre de 4,8 km. Des del seu interior - un cop que hagi acabat de crear la sèrie de càmeres i passadissos que ha projectat - es podran presenciar els efectes còsmics de la naturalesa juntament amb els efectes lumínics i atmosfèrics. L'accés al Roden Crater està limitat a amics de Turrell, encara que els fans devots hi poden entrar si completen el Turrell Tour, el qual consisteix en visitar obres de Turrell a vint-i-tres països arreu del món.

## Exposicions destacades
- 1967 - James Turrell, primera exposició, Pasadena Art Museum, Pasadena
- 1971 - Art and Technology Show, Los Angeles County Museum of Art, Los Angeles[11]
- 1976 - Jim Turrell, Stedelijk Museum, Amsterdam
- 1980 - James Turrell: Light and Space, Whitney Museum of American Art, Nova York
- 1982 - James Turrell: Two Spaces, Museu d'Israel, Jerusalem
- 1985 - James Turrell, Occluded Front, Museu d'Art Contemporani, Los Angeles
- 1997 - Lux Lumen, Fundació Joan Miró, Barcelona
- 1998-1999 - James Turrell, The Other Horizon, MAK, Vienna
- 2002-2003 - Light Installation, Mattress Factory, Pittsburgh
- 2009 - James Turrell: The Wolfsburg Project, Kunstmuseum Wolfsburg, Wolfsburg
- 2013 - James Turrell, museu Solomon R. Guggenheim, Nova York
- 2014-2015 - James Turrell: A Retrospective, National Gallery of Australia, Canberra[12]

## Premis
Turrell ha rebut nombrosos premis d'arts, incloent la beca de The John D. and Catherine T. MacArthur Foundation Fellowship l'any 1984, el Premi de la Fundació Wolf de les Arts, d'Israel, el 1998 i la National Medal of Arts l'any 2013.

## Cultura popular
- En el videoclip del raper i cantant canadenc Drake pel seu single Hotline Bling hi apareixen uns escenaris que recorden molt l'obra de Turrell. Drake va reconèixer que havia estat influenciat per l'artista, però l'advocat de James Turrell va declarar que l'artista no havia tingut res a veure amb l'elaboració del videoclip,[Nota 2][16] i el director d'aquest va negar haver estat influenciat per ell.[17]